# Dong Fang Hong 4
Dong Fang Hong 4 o DFH-4 (en chino simplificado: 东方红一号, en chino tradicional: 東方紅一號, significando el este es rojo) es un modelo de satélite de comunicaciones chino que además lleva en parte tecnología europea. El desarrollo del modelo DFH-4 fue anunciado en julio de 1998 por la Corporación Aeroespacial China.

## Características
Los satélites DFH-4 se estabilizan en los tres ejes y tienen un sistema de propulsión bipropelente. Pueden llevar transpondedores capaces de transmitir en banda C, banda Ku y banda L y antenas multihaz.

## Satélites

### Xinnuo 2
Lanzado el 28 de octubre de 2006 por un Larga Marcha 3B, también fue denominado SinoSat 2. Llevaba 22 transpondedores para realizar transmisiones de televisión analógica y digital y tenía una masa de 5,1 toneladas. Falló al ser incapaz de desplegar los paneles solares.

### Nigcomsat 1
Es un satélite DFH-4 construido para Nigeria. Fue lanzado por un Larga Marcha 3B el 13 de mayo de 2007 desde el centro espacial de Xichang. Tiene una masa de 5,2 toneladas y lleva cuatro transpondedores en banda C, 18 en banda Ku, cuatro en banda Ka y dos en banda L. Fue situado en órbita geoestacionaria, a 42,5 grados de longitud este.

### Tian Lian 1
Fue lanzado el 25 de abril de 2008 mediante un cohete Larga Marcha 3C desde el centro espacial de Xichang. Fue utilizado para dar cobertura a la misión Shenzou 7.

### Simón Bolívar
El satélite Simón Bolívar es un DFH-4 construido para Venezuela. Fue lanzado el 29 de octubre de 2008 desde el centro espacial de Xichang.